# آران‌ای بلند غیرکدکننده

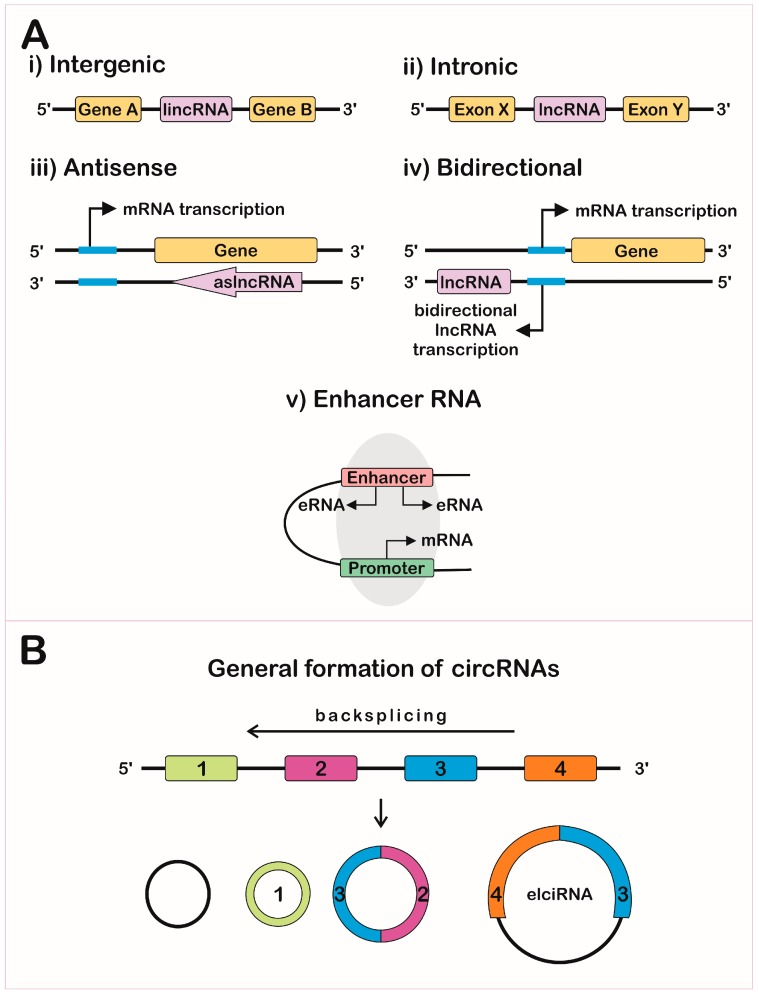
شکل های مختلف آران‌ای بلند غیرکدکننده.

 آران‌ای‌های بلند غیرکدکننده (به انگلیسی: Long non-coding RNA) (ncRNAهای بلند، lncRNA) نوعی آران‌ای است که به عنوان رونوشت‌هایی با طول بیش از ۲۰۰ نوکلئوتید می‌باشند که به پروتئین ترجمه نمی‌شوند. با این تعریف می‌توان آران‌ای‌های بلند غیرکدکننده را از آران‌ای‌های کوچک غیرکدکننده مانند میکرو آران‌ای‌ها (miRNAها)، آران‌ای‌های مداخله‌کننده کوچک (siRNAها)، آران‌ای‌های کوچک هسته‌ای و سایر آران‌ای‌های کوتاه تمیز داد.

## فراوانی
در سال ۲۰۰۷، یک مطالعه نشان داد که تنها یک پنجم ژنوم انسان به رونوشت‌های کد کننده پروتئین رونویسی می‌شود، که نشان دهنده این بود که توالی‌های غیرکد کننده حداقل چهار برابر توالی‌های آران‌ای‌های کد کننده می‌باشد. پروژه‌های توالی‌یابی دی‌ان‌ای مکمل (cDNA) در مقیاس بزرگ مانند FANTOM پیچیدگی‌های رونویسی را نشان دادند. پروژه FANTOM3 حدود ۳۵۰۰۰ رونوشت غیرکد کننده را از ۱۰۰۰۰ لکوس جداگانه مشخص کرد که بسیاری از مشخصات mRNAها، از جمله کلاهک‌گذاری '۵، پیرایش، و پلی‌آدنیلاسیون هستند، اما چارچوب خوانش باز (ORF) کمی دارند یا ندارند. در حالی که فراوانی ncRNAهای طولانی پیش‌بینی نشده بود، این تعداد یک برآورد پایین‌تر محافظه کارانه را نشان می‌دهد، زیرا بسیاری از رونوشت‌های تکی و رونوشت‌های غیر پلی آدنیله را حذف کرده‌است (بیش از ۴۰٪ از رونوشت‌ها غیرآدنیله هستند). با این حال، بدون تردید شناسایی ncRNAهای موجود در این کتابخانه‌های cDNA چالش‌برانگیز است، زیرا تشخیص رونوشت‌های کدکنندهٔ پروتئین‌ها از رونوشت‌های غیرکد کننده دشوار است. مطالعات زیادی نشان داده‌اند که بیضه‌ها، و بافت‌های عصبی بیش‌ترین مقدار آران‌ای‌های غیر رمزگذار را از هر نوع بافت دیگری بیان می‌کنند. با استفاده از پروژهٔ FANTOM5 حدود ۲۷۹۱۹ RNAهای بلند غیرکد کننده در بافت‌ها و نمونه‌های مختلف انسانی شناسایی شده‌است.
به‌طور کمی، lncRNAها حدود ۱۰ برابر فراوانی کمتری از mRNA در یک جمعیت از سلولی نشان می‌دهد، و تغییرات بیانی lncRNA از یک سلول به سلول دیگر نسبت به ژن‌های کد کننده پروتئین زیاد می‌باشد. به‌طور کلی، اکثریت (حدوداً ۷۸ درصد) lncRNAها به صورت مختص بافتی بیان می‌شوند که این مقدار در mRNAها تنها ۱۹ درصد می‌باشد. علاوه بر ویژگی مختص بافتی بالای آن‌ها، lncRNAها در مراحل مختلف تکوین نیز به صورت کاملاً اختصاصی بیان می‌شوند.

## ترجمه
چندین lncRNA شناسایی شده‌اند که در واقع پپتیدهایی با عملکرد بیولوژیکی مهم رمزگذاری می‌کنند. مطالعات پروفایلینگ ریبوزوم نشان می‌دهد که از ۴۰٪ تا ۹۰٪ از annotated lncRNAها در واقع ترجمه می‌شوند، اگرچه در مورد روش صحیح برای تجزیه و تحلیل داده‌های پروفایل ریبوزومی اختلاف نظر وجود دارد. علاوه بر این، تصور می‌شود که بسیاری از پپتیدهای تولید شده توسط lncRNAها ممکن است بسیار ناپایدار و بدون عملکرد بیولوژیکی باشند.